# Часар, Ференц
Ференц Часар (венг. Császár Ferenc; 9 июля 1807, Залаэгерсег, Австрийская империя — 17 августа 1858, медье Пешт) — венгерский юрист, поэт, писатель

, переводчик. Член-корреспондент (с 1832), почётный член (с 1847) Венгерской академии наук. Доктор права.

## Биография
Рано осиротел.
В 1822 году вступил в орден бенедиктинцев. Через 2 года оставил орден и продолжил учёбу в Дьёре, Загребе, изучал богословие в Пеште. В 1830 году получил научную степень доктора права. Преподавал венгерский язык и литературу в гимназии в Фиуме.
В 1833 году сдал экзамен на адвоката. Служил судьёй в разных местах. Во время венгерской революции 1848 года был членом парламента, позже работал юристом.
Использовал псевдонимы — Алконьи, Бараньи, Кёвесси Кальман, Тенгери и Задор. Печатал статьи в газетах (Koszorú , Athenaeum, Hölgyfutár , Vasárnapi Újság , Erdélyi Múzeum). В 1850 году владелец и издатель ежедневной газеты Pesti Napló. Издал «Библиотеку художественной литературы» (Пешт, 1850).
Автор сборников стихов, юридических работ, путевых заметок, мифологического словаря и многочисленных переводов, в том числе Данте Алигьери, Витторио Альфьери и Сильвио Пеллико и др.

## Избранные публикации
- Kemendvár (историческая поэма, 1828)
- Sonett koszorú (1831)
- Nőtelen philosophus (трагикомедия, 1833)
- Gramatica ungherese (1833)
- Ungarische Sprachlehre, nebst einer Auswahl von Übungen zum Übersetzen mit Anwendung der Interlinearmethode (1834, 1835)
- Váltójogi műszótár (1840)
- Császár Ferencz Költeményei (поэма, 1841, 1846, 1848)
- Görög-római mythologiai szótár (греко-римская мифология , 1844, 1847)
- Dante Alighieri: Uj élet (Nova vivo, 1854)